# Antonia Knupfer
Antonia Knupfer (* 16. Juni 1992 in Weil der Stadt) ist eine ehemalige deutsche Fußballspielerin.

## Werdegang
Knupfer wurde in Weil der Stadt geboren und startete ihre Karriere bei der SpVgg Weil der Stadt. Anschließend besuchte sie im Rahmen eines Schüleraustauschprogrammes des Johannes-Kepler-Gymnasium Weil der Stadt die in Layton, Utah ansässige Northridge High School. In dieser Zeit (September 2009 bis März 2010) spielte Knupfer für die dortige Frauenfußballmannschaft der Northridge Knights. Nach ihrem Abschluss im Frühjahr 2010 kehrte sie nach Deutschland zurück und ging zur Spvgg Warmbronn. Dort wurde die 18-Jährige zur Toptorjägerin und entwickelte sich in den ersten halben Jahr zur Leistungsträgerin, was ihr im Sommer 2010 einen Vertrag beim Oberligisten TSV Ludwigsburg einbrachte. Nach zwei Jahren in Ludwigsburg wechselte sie mit Beginn der Saison 2012/2013 in die Regionalliga Süd zum FV Löchgau.
Knupfer verließ im Juni 2013 den FV Löchgau und wechselte in die Reservemannschaft des Bundesligisten VfL Sindelfingen. Dort gab sie am 8. September 2013 ihren Einstand in der Regionalliga Süd gegen ihren Ex-Verein FV Löchgau. Knupfer spielte bis zum Frühjahr 2014 in acht Regionalliga-Spielen und erzielte ein Tor, bevor sie am 16. März 2014 bei einer 0:12-Niederlage gegen den 1. FFC Turbine Potsdam ihr Frauen-Bundesliga-Debüt für den VfL Sindelfingen absolvierte. Seit der Saison 2015/16 spielt sie als Torhüterin und machte zehn Spiele im Tor der Sindelfinger, bevor sie im Sommer 2016 zur Reserve des SC Sand wechselte. Sie kam für Sand II zu drei Einsätzen in der 2. Bundesliga Süd und wechselte im Juni 2017 zum FF USV Jena. Ende Januar 2018 verließ sie den USV.